# Solia (grupo)
Solia (estilizado en mayúsculas; en hangul, 쏠리아) fue un grupo musical femenino surcoreano formado por Space Music Entertainment. Debutó el 17 de agosto de 2021 con su único sencillo «Dream».
El 22 de agosto de 2021 se anunció que el grupo se había disuelto.
El grupo es conocido por haberse disuelto cinco días después de su debut, siendo el grupo surcoreano más efímero.
Su nombre es un acrónimo de «Special Our Light Influence Artist».

## Historia
El 2 de febrero de 2021, Space Music Entertainment anunció que debutarían un nuevo grupo de chicas en algún momento de 2021. El grupo estaría compuesto por cinco chicas, las cuales eran Soyeon, Soree, Suna, Hayeon y Eunbi.
El 17 de agosto de 2021, SOLIA debutó con el sencillo «Dream».
El 22 de agosto de 2021, el grupo anunció que se disolvió pues la empresa ya no podía liderar el grupo debido a sus circunstancias. El 26 de agosto, la compañía aclaró que estas circunstancias eran que los miembros tenían una idea diferente sobre cómo debería ser su carrera. Después de discusiones entre la compañía y el grupo, se decidió que era mejor disolver el grupo para que todos los miembros pudieran seguir su propio camino.

## Integrantes
| Nombre        | Posición                   | Año de debut |
| ------------- | -------------------------- | ------------ |
| Soree (소리)  | Leader, Main Rapper        | 2021         |
| Suna (선아)   | Main Vocalist              | 2021         |
| Soyeon (소연) | Lead Vocalist, Lead Dancer | 2021         |
| Hayeon (하연) | Sub Vocalist, Sub Dancer   | 2021         |
| Eunbi (은비)  | Main Dancer, Maknae        | 2021         |